# Municipio de Jefferson (condado de Kosciusko)
El municipio de Jefferson (en inglés: Jefferson Township) es un municipio ubicado en el condado de Kosciusko en el estado estadounidense de Indiana. En el año 2010 tenía una población de 2040 habitantes y una densidad poblacional de 24,99 personas por km².

## Geografía
El municipio de Jefferson se encuentra ubicado en las coordenadas 41°23′40″N 85°56′20″O / 41.39444, -85.93889. Según la Oficina del Censo de los Estados Unidos, el municipio tiene una superficie total de 81.65 km², de la cual 81,5 km² corresponden a tierra firme y (0,18 %) 0,15 km² es agua.

## Demografía
Según el censo de 2010, había 2040 personas residiendo en el municipio de Jefferson. La densidad de población era de 24,99 hab./km². De los 2040 habitantes, el municipio de Jefferson estaba compuesto por el 95,78 % blancos, el 0,15 % eran afroamericanos, el 0,2 % eran asiáticos, el 2,5 % eran de otras razas y el 1,37 % eran de una mezcla de razas. Del total de la población el 4,36 % eran hispanos o latinos de cualquier raza.